# Сергей Тица
Сергей Тица (босн. Sergej Tica, нар. 13 серпня 1974, Приштина, СФР Югославія) — боснійський футболіст, виступав на позиції півзахисника.

## Життєпис
Сергей Тица народився 13 серпня 1974 року в Приштині в сім'ї етнічних сербів. У 1990-их роках захищав кольори сербських клубів «Хайдук» (Белград), «Будучност» (Валево), «Міліціонар» та «Приштина», а також боснійського «Борац» (Баня-Лука). У сезоні 1999/00 років зіграв 2 матчі в футболці грецького клубу «Паніліакос».
У 2001 році перейшов до складу вищолігової алчевської «Сталі». Дебютував у складі алчевського колективу 1 квітня 2001 року в нічийному (1:1) домашньому поєдинку 16-го туру проти львівських «Карпат». Сергей вийшов на поле в стартовому складі та відіграв увесь матч. Загалом у складі «Сталі» зіграв 7 матчів, ще 1 поєдинок провів у футболці друголігової «Сталі-2».
Того ж 2001 року виїхав до Боснії, де підписав контракт зі столичним «Желєзнічаром», кольори якого захищав до 2003 року. У 2004 році виїхав до Німеччини, де виступав у складі нижчолігового «Швальмштадта». У 2005 році захищав кольори іншого маловідомого німецького клубу, «Айнтрахт» (Вальд-Міхельбах). У 2004 році повернувся до Боснії, де виступав у складі «Челіка» (Зениця). У 2007 році знову виїхав до Німеччини, де протягом року виступав за клуб «Гроссельмероде-1920».